# Leioproctus arnaui
Leioproctus arnaui là một loài Hymenoptera trong họ Colletidae. Loài này được Moure mô tả khoa học năm 1949.